# Фаенцера-Пастенака (Авелино)
Фаенцера-Пастенака је насеље у Италији у округу Авелино, региону Кампанија.
Према процени из 2011. у насељу је живело 291 становника. Насеље се налази на надморској висини од 298 м.